# Mathias Jung
Mathias Jung (ur. 17 grudnia 1958 w Trusetal) – niemiecki biathlonista reprezentujący NRD, wicemistrz olimpijski i trzykrotny medalista mistrzostw świata.

## Kariera
Pierwszy sukces osiągnął w 1978 roku, kiedy na mistrzostwach świata juniorów w Hochfilzen zdobył złoty medal w sztafecie i srebrny w biegu indywidualnym. Wyniki te powtórzył podczas mistrzostw świata juniorów w Ruhpolding rok później. W 1980 roku wystąpił na igrzyskach olimpijskich w Lake Placid, zajmując 21. miejsce w sprincie. Ponadto razem z Klausem Siebertem, Frankiem Ullrichem i Eberhardem Röschem zajął drugie miejsce w sztafecie.
W 1981 roku wystartował na mistrzostwach świata w Lahti, gdzie wspólnie z Matthiasem Jacobem,
Frankiem Ullrichem i Eberhardem Röschem zwyciężył w sztafecie. Był tam też czwarty w biegu indywidualnym, przegrywając walkę o medal z Erkkim Antilą z Finlandii. Złoty medal w sztafecie zdobył również podczas mistrzostw świata w Mińsku w 1982 roku, gdzie reprezentacja NRD wystąpiła w składzie: Mathias Jung, Matthias Jacob, Frank Ullrich i Bernd Hellmich. Ostatni medal zdobył w 1982 roku, zajmując drugie miejsce w sztafecie na mistrzostwach świata w Anterselvie.
W zawodach Pucharu Świata zadebiutował 10 stycznia 1979 roku w Jáchymovie, zajmując dziewiąte miejsce w biegu indywidualnym. Tym samym już w swoim debiucie zdobył punkty. Na podium zawodów tego cyklu po raz pierwszy stanął 26 stycznia 1980 roku w Anterselvie, zajmując drugie miejsce w sprincie. Rozdzielił tam dwóch rodaków: Franka Ullricha i Manfreda Beera. W kolejnych startach jeszcze jeden raz uplasował się w czołowej trójce, 14 marca 1980 roku w Lahti był drugi w biegu indywidualnym. Najlepsze wyniki osiągnął w sezonie 1979/1980, kiedy zajął piąte miejsce w klasyfikacji generalnej.
Kilkukrotnie zdobywał medale mistrzostw NRD w tym złote w sztafecie w latach 1981 i 1982.

## Osiągnięcia

### Igrzyska olimpijskie
| Rok  | Miejscowość | Konkurencje | Konkurencje | Konkurencje | Konkurencje | Konkurencje | Konkurencje | Konkurencje |
| Rok  | Miejscowość | IN          | SP          | PU          | MS          | RL          | MR          | SR          |
| ---- | ----------- | ----------- | ----------- | ----------- | ----------- | ----------- | ----------- | ----------- |
| 1980 | Lake Placid | –           | 21.         | nd.         | nd.         | 2.          | nd.         | –           |

### Mistrzostwa świata
| Rok  | Miejscowość | Konkurencje | Konkurencje | Konkurencje | Konkurencje | Konkurencje | Konkurencje | Konkurencje |
| Rok  | Miejscowość | IN          | SP          | PU          | MS          | RL          | MR          | SR          |
| ---- | ----------- | ----------- | ----------- | ----------- | ----------- | ----------- | ----------- | ----------- |
| 1981 | Lahti       | 4.          | 20.         | nd.         | nd.         | 1.          | nd.         | –           |
| 1982 | Mińsk       | –           | 7.          | nd.         | nd.         | 1.          | nd.         | –           |
| 1983 | Anterselva  | 25.         | 20.         | nd.         | nd.         | 2.          | nd.         | –           |

### Puchar Świata

#### Miejsca w klasyfikacji generalnej
| Sezon     | Miejsce |
| --------- | ------- |
| 1978/1979 | ?       |
| 1979/1980 | 5.      |
| 1980/1981 | 6.      |
| 1981/1982 | 11.     |
| 1982/1983 | 17.     |
| 1983/1984 | ?       |

#### Miejsca na podium chronologicznie
| Lp. | Dzień       | Rok  | Miejscowość | Konkurencja                | Lokata | Pudła   | Czas biegu | Strata  | Zwycięzca         |
| --- | ----------- | ---- | ----------- | -------------------------- | ------ | ------- | ---------- | ------- | ----------------- |
| 1.  | 26 stycznia | 1980 | Anterselva  | Sprint na 10 km            | 2.     | 0+0     | 34:51,7    | +4,5    | Frank Ullrich     |
| 2.  | 14 marca    | 1980 | Lahti       | Bieg indywidualny na 20 km | 2.     | 1+0+0+1 | 1:16:50,3  | +2:26,0 | Władimir Gawrikow |